# Trufanowka (obwód kurski)
Trufanowka (ros. Труфановка) – wieś (ros. деревня, trb. dieriewnia) w zachodniej Rosji, w sielsowiecie krupieckim rejonu rylskiego w obwodzie kurskim.

## Geografia
Miejscowość położona jest w dorzeczu rzeki Obiesta, 2 km od centrum administracyjnego sielsowietu krupieckiego (Krupiec), 25 km od centrum administracyjnego rejonu (Rylsk), 130 km od Kurska.

## Demografia
W 2010 r. miejscowość zamieszkiwały 93 osoby.